# 14309 Defoy
A 14309 Defoy (ideiglenes jelöléssel A908 SA) egy marsközeli kisbolygó. Johann Palisa fedezte fel 1908. szeptember 22-én.